# Nihat Şahin
Nihat Şahin (* 15. September 1989 in Izmir) ist ein türkischer Fußballtorhüter.

## Karriere
Şahin kam in Izmir zur Welt und zog im Kindesalter mit seiner Familie nach Antalya. Hier begann er mit dem Fußballspielen in der Jugendmannschaft von Kar İçecek Sarılar Spor und anschließend in den Jugendmannschaften von Antalyaspor, Varsak Spor und İskenderun Demir Çelikspor. Bei İskenderun DÇ bekam er 2007 einen Profi-Vertrag, spielte aber lediglich für die zweite Auswahl.
In der Winterpause der Saison 2008/09 wechselte er an die Schwarzmeerküste zum Drittligisten Ofspor und kam bis zum Saisonende zu sporadischen Einsätzen. Ab der Saison 2009/10 wurde er dann regelmäßig eingesetzt.
2011/12 wechselte er zum Süper-Lig-Klub Sivasspor. Obwohl er als dritter Torwart eingekauft wurde und in der zweiten Auswahl eingesetzt werden sollte, kam er zu mehreren Ligaeinsätzen für das Profi-Team. Dort hatte er einen Vertrag bis 30. Juni 2015
Im Sommer 2014/15 wechselte innerhalb der Süper Lig zum Aufsteiger Mersin İdman Yurdu. Nachdem dieser Verein zum Sommer 2016 den Klassenerhalt verfehlt hatte, zog Şahin zur nächsten Saison zum Ligarivalen Gençlerbirliği Ankara weiter. Die Hauptstädter verließ er ebenfalls nach zwei Jahren und einem verfehlten Klassenerhalt und wechselte zum Zweitligisten Gazişehir Gaziantep FK.

## Erfolge
Mit Gazişehir Gaziantep FK
- Play-off-Sieger der TFF 1. Lig und Aufstieg in die Süper Lig: 2018/19